# Ashcroftina-(Ce)
L'ashcroftina-(Ce) è un minerale il cui nome è stato attribuito in onore del benefattore del British Museum Frederick Noel Ashcroft. La specie non è stata riconosciuta dall'IMA perché la descrizione è stata pubblicata prima dell'approvazione.